# Palača Erdödy-Patačić u Varaždinu
Palača Erdödy-Patačić u Varaždinu jednokatna je ugaona palača podignuta na zapadnoj strani Kapucinskog trga. Predstavlja reprezentativnu i monumentalnu baroknu palaču, koju su oko 1762. god. izvan tadašnjih gradskih zidina izgradili grofovi Erdödy u marijaterezijanskom stilu. Nakon Erdödyja vlasništvo preuzima obitelj Patačić a iza 1834., prodajom na javnoj dražbi prelazi u ruke vojske, koja je kao vojni objekt (Dom JNA) posjeduje do početka 90-ih godina 20 st. Cjelina ove palače sastoji se od same izvorne zgrade palače L tlocrta i kasnije dograđenih krila kojima zatvara prostrano unutarnje dvorište. Unatoč kasnijim pregradnjama i adaptacijama, ostala je očuvana izvorna kasnobarokna struktura.
Glazbena škola u Varaždinu 1994. dobiva pravo korištenja palače, da bi 1997. postala njenim vlasnikom. U zgradi površine 3200 m2 nalaze se: 2 koncertne dvorane, 13 klavirskih soba, 10 soba za puhače, 6 gudačih soba, 5 gitarističkih soba, 3 harmonikaške sobe, 2 sobe za solo-pjevanje, 7 soba za teoretsku nastavu, 4 sobe za općeobrazovnu nastavu te 5 soba za upravu.

## Zaštita
Pod oznakom Z-904 zavedeno je kao nepokretno kulturno dobro - pojedinačno, pravna statusa zaštićena kulturnog dobra, klasificirano kao "stambena građevina".